# Lycée français Albert-Camus
Pour les articles homonymes, voir LAC et Lycée Albert-Camus.
Le lycée français Albert-Camus (LAC) de Conakry (Guinée) est un établissement scolaire français à l'étranger.

## Organisation
Le lycée Albert-Camus réunit les quatre cycles d'enseignement : maternelle, élémentaire, collège et lycée. Il est conventionné avec l'Agence pour l'enseignement français à l'étranger (AEFE) et est géré par une association de parents d'élèves (APE). 
À la rentrée 2020, il scolarise 1 093 élèves de différentes nationalités (35 % de français, 43 % de nationalité guinéenne et 22 % d'autres nationalités). Depuis la rentrée 2019, le lycée Albert-Camus propose un cursus des classes de l'élémentaire aux classes de lycée en section internationale américaine. Un projet de rénovation et d'extension a débuté depuis mars 2020 afin de permettre au lycée d'augmenter sa capacité d'accueil et de bénéficier d’innovations pédagogiques et sportives.
Ce lycée porte le nom de l'écrivain français Albert Camus (1913-1960).

## Personnalités liées au lycée

### Élèves
- Diaka Camara, animatrice de télévision
- Gabriel Curtis, homme politique guinéen